# Idrettslaget Sandviken 2021 (calcio femminile)
Questa voce raccoglie le informazioni riguardanti l'Idrettslaget Sandviken nelle competizioni ufficiali della stagione calcistica 2021.

## Stagione
Nella stagione 2021 il Sandviken, allenato da Alexander Straus, vinse il suo primo campionato di Toppserien, mentre in Coppa di Norvegia giunse a disputare la finale perdendola 2-1 con il Vålerenga.

## Divise e sponsor
La scelta cromatica delle maglie era la stessa della squadra maschile, basata sui colori sociali della società polisportiva il bianco e il rosso. Main sponsor era il gruppo Frydenbø, mentre quello tecnico, fornitore delle tenute di gioco, era Macron.
| Casa | Trasferta |

## Organigramma societario
Come da sito ufficiale.
Area tecnica
- Allenatore: Alexander Straus
- Co-allenatore:
- Preparatore dei portieri:
- Preparatore fisico:

## Rosa
Rosa, ruoli e numeri di maglia tratti dal sito della federazione norvegese, aggiornati al 12 settembre 2021.
| N. |                     | Ruolo | Calciatrice               |
| -- | ------------------- | ----- | ------------------------- |
| 1  | Norvegia (bandiera) | P     | Aurora Mikalsen           |
| 2  | Norvegia (bandiera) | D     | Cecilie Redisch Kvamme    |
| 4  | Norvegia (bandiera) | D     | Tuva Hansen               |
| 5  | Norvegia (bandiera) | D     | Ingrid Østervold Stenevik |
| 6  | Norvegia (bandiera) | C     | Mille Aune                |
| 7  | Norvegia (bandiera) | C     | Rakel Engesvik            |
| 8  | Norvegia (bandiera) | C     | Guro Bergsvand            |
| 9  | Norvegia (bandiera) | C     | Vilde Hasund              |
| 10 | Norvegia (bandiera) | C     | Ingrid Marie Spord        |
| 11 | Norvegia (bandiera) | C     | Lisa Fjelstad Naalsund    |

| N. |                              | Ruolo | Calciatrice            |
| -- | ---------------------------- | ----- | ---------------------- |
| 14 | Norvegia (bandiera)          | A     | Vilde Drange Veglo     |
| 15 | Norvegia (bandiera)          | D     | Marthine Østenstad     |
| 16 | Norvegia (bandiera)          | C     | Signe Gaupset          |
| 19 | Norvegia (bandiera)          | D     | Marit Bratberg Lund    |
| 21 | Norvegia (bandiera)          | P     | Sandra Stevenes        |
| 22 | Norvegia (bandiera)          | D     | Ingrid Ryland          |
| 23 | Norvegia (bandiera)          | P     | Oda Maria Hove Bogstad |
| 32 | Trinidad e Tobago (bandiera) | C     | Kennya Cordner         |
| 33 | Norvegia (bandiera)          | C     | Elisabeth Terland      |
| 99 | Norvegia (bandiera)          | A     | Maria Dybwad Brochmann |

## Calciomercato

### Sessione invernale
| Acquisti | Acquisti    | Acquisti | Acquisti |
| R.       | Nome        | da       | Modalità |
| -------- | ----------- | -------- | -------- |
| A        | Tuva Hansen | Klepp    |          |

| Cessioni | Cessioni | Cessioni | Cessioni |
| R.       | Nome     | a        | Modalità |
| -------- | -------- | -------- | -------- |
|          |          |          |          |

### Sessione estiva
| Acquisti | Acquisti        | Acquisti  | Acquisti |
| R.       | Nome            | da        | Modalità |
| -------- | --------------- | --------- | -------- |
| P        | Aurora Mikalsen | Tottenham | [ 2 ]    |

| Cessioni | Cessioni | Cessioni | Cessioni |
| R.       | Nome     | a        | Modalità |
| -------- | -------- | -------- | -------- |
|          |          |          |          |

## Risultati

### Toppserien

#### Girone di andata
| Arbitro: | Jensen (Furuflaten e Lyngen) |

|             |           |  |
| Terland 75’ | Marcatori |  |

| Arbitro: | Langnes Aarland (Malmefjorden) |

|                                            |           |  |
| Terland 45’ Engesvik 47’ Bratberg Lund 59’ | Marcatori |  |

| Arbitro: | Fatemeh Zangeneh (Kongsberg) |

|            |           |                        |
| Aandal 33’ | Marcatori | 23’ Terland 41’ Hasund |

| Arbitro: | Rodahl Torkelsen (Asker) |

|                                                                        |           |  |
| Terland 2’, 67’ Fjeldstad Naalsund 12’ Dybwad Brochmann 25’ Hasund 34’ | Marcatori |  |

| Arbitro: | Jensen (Furuflaten e Lyngen) |

|             |           |                  |
| Lövgren 23’ | Marcatori | 90’ Drange Veglo |

#### Girone di ritorno
| Arbitro: | Fatemeh Zangeneh (Kongsberg) |

|  |           |                                    |
|  | Marcatori | 7’ Dybwad Brochmann 86’ (aut.) Lie |

### Coppa di Norvegia
| 11 agosto 2021, ore --:-- CEST 2º turno | Åsane | 0 – 2 | Sandviken |  |

| Arbitro: | Myrheim (Ålesund) |

|  |           |                             |
|  | Marcatori | 17’, 90’ Hasund 90’ Cordner |

| Arbitro: | Jensen (Furuflaten e Lyngen) |

|                  |           |  |
| Bratberg Lund 6’ | Marcatori |  |

| Arbitro: | Holm Nervik (Trondheim) |

|  |           |                           |
|  | Marcatori | 18’ Østenstad 26’ Terland |

| Arbitro: | Jensen (Furuflaten e Lyngen) |

|          |           |                                |
| Lund 50’ | Marcatori | 13’ Markussen 45+1’ Stefanović |

## Statistiche

### Statistiche di squadra
| Competizione      | Punti | In casa | In casa | In casa | In casa | In casa | In casa | In trasferta | In trasferta | In trasferta | In trasferta | In trasferta | In trasferta | Totale | Totale | Totale | Totale | Totale | Totale | DR  |
| Competizione      | Punti | G       | V       | N       | P       | Gf      | Gs      | G            | V            | N            | P            | Gf           | Gs           | G      | V      | N      | P      | Gf     | Gs     | DR  |
| ----------------- | ----- | ------- | ------- | ------- | ------- | ------- | ------- | ------------ | ------------ | ------------ | ------------ | ------------ | ------------ | ------ | ------ | ------ | ------ | ------ | ------ | --- |
| Toppserien        | 52    | 9       | 9       | 0       | 0       | .       | .       | 9            | 8            | 1            | 0            | .            | .            | 18     | 17     | 1      | 0      | 50     | 6      | +44 |
| Coppa di Norvegia | -     | 2       | 1       | 0       | 1       | 2       | 2       | 3            | 3            | 0            | 0            | 7            | 0            | 5      | 4      | 0      | 1      | 9      | 2      | +7  |
| Totale            | -     | 11      | 10      | 0       | 1       | .       | .       | 12           | 11           | 1            | 0            | .            | .            | 23     | 21     | 1      | 1      | 59     | 8      | +51 |

### Andamento in campionato
| Giornata  | 1 | 2 | 3 | 4 | 5 | 6 | 7 | 8 | 9 | 10 | 11 | 12 | 13 | 14 | 15 | 16 | 17 | 18 |
| --------- | - | - | - | - | - | - | - | - | - | -- | -- | -- | -- | -- | -- | -- | -- | -- |
| Luogo     | C | C | T | C | T | C | T | C | T | T  | C  | T  | C  | T  | C  | T  | C  | T  |
| Risultato | V | V | V | V | N | V | V | V | V | V  | V  | V  | V  | V  | V  | V  | V  | V  |
| Posizione |   |   |   |   |   |   |   |   |   |    |    |    |    |    |    |    |    | 1  |

Legenda:

Luogo: C = Casa; T = Trasferta. Risultato: V = Vittoria; N = Pareggio; P = Sconfitta.

### Statistiche delle giocatrici
| Giocatore  | Toppserien | Toppserien | Toppserien  | Toppserien | Coppa di Norvegia | Coppa di Norvegia | Coppa di Norvegia | Coppa di Norvegia | Totale   | Totale | Totale      | Totale     |
| Giocatore  | Presenze   | Reti       | Ammonizioni | Espulsioni | Presenze          | Reti              | Ammonizioni       | Espulsioni        | Presenze | Reti   | Ammonizioni | Espulsioni |
| ---------- | ---------- | ---------- | ----------- | ---------- | ----------------- | ----------------- | ----------------- | ----------------- | -------- | ------ | ----------- | ---------- |
| S. Gaupset | 5          | 1          | 0           | 0          | 5                 | 1                 | 0                 | 0                 | 10       | 2      | 0           | 0          |
| V. Hasund  | 18         | 6          | 0           | 0          | 5                 | 2                 | 0                 | 0                 | 23       | 8      | 0           | 0          |
| E. Terland | 18         | 5          | 1           | 0          | 5                 | 1                 | 0                 | 0                 | 23       | 6      | 1           | 0          |